# Nacht von Hannover

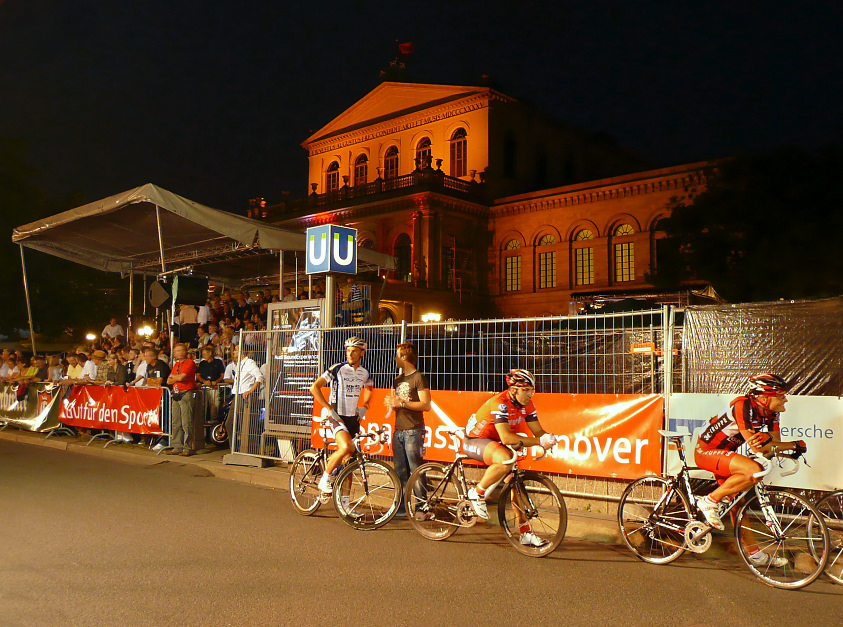
Startsituation 2008 vor dem Opernhaus Hannover

Die Nacht von Hannover ist ein von 1975 bis 1986, von 1997 bis 2011 und seit 2016 in Hannover ausgetragenes Radsport-Kriterium.

## Entstehung

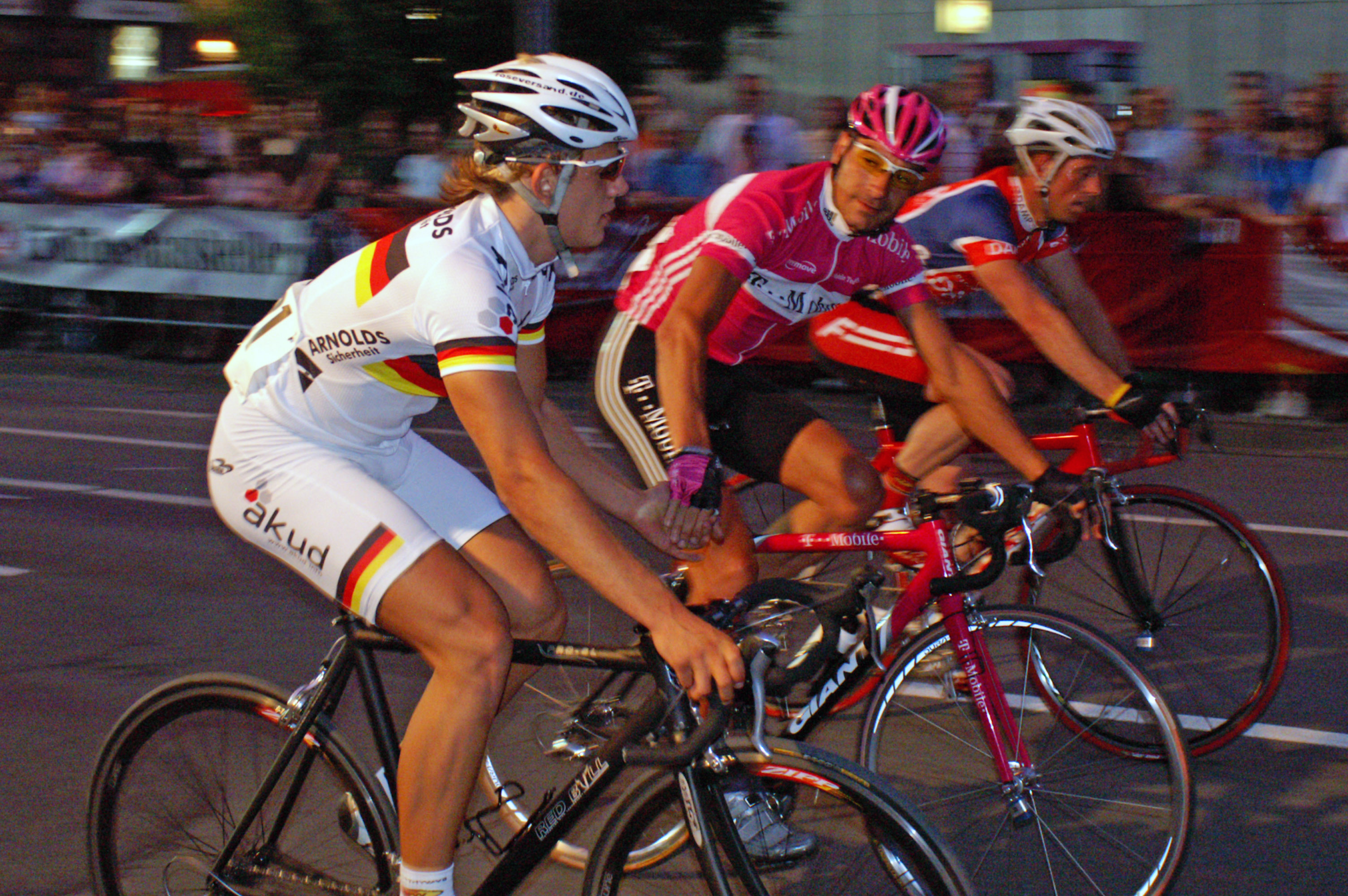
Gerald Ciolek und Erik Zabel 2005

Initiiert wurde das Nachtrennen 1975 von Reinhard Kramer, dem Vorsitzenden vom Hannoverschen Radsport-Club von 1912, der das Rennen dann ein Vierteljahrhundert lang organisierte. Anfangs führte das Rennen über einen etwa 620 m langen Rundkurs um die hannoversche Markthalle, der 100 Runden lang umfahren wurde. Das Radrennen fand großen Zuspruch und hatte bereits von Anfang an hohe Zuschauerzahlen (ca. 20.000). 1987 wurde das Kriterium eingestellt, da auf Grund fehlender Sponsorengelder keine hochkarätigen Stars mehr verpflichtet werden konnten.

## Neuanfang
Der Neuanfang 1997 wurde vom Radsportverband Niedersachsen und der Hannover Sports Consulting GmbH vorgenommen. Der Etat der Veranstaltung beläuft sich derzeit (2008) auf 180.000 €. Die Zuschauerzahlen bewegen sich zwischen 30.000 und 75.000. 2007 waren es etwa 30.000, 2008 und 2009 etwa 50.000 Zuschauer. 2010 kamen geschätzte 30.000.
Zum Beiprogramm gehören unter anderem ein Derny-Rennen sowie Jugendrennen U 15 und U 17.

## Rund um die Oper ab 2008
Beim Rennen 2008, das in 24. Auflage stattfand, gab es eine wesentliche Erneuerung. Es wurde auf einer neuen Rennstrecke „Rund um die Oper“ in Hannovers City mit 80 Runden auf einem etwa 740 m langen Rundkurs ausgetragen.,  Der neue Veranstalter, die Eichels-Event GmbH, organisiert erstmals die gesamte Veranstaltung. Zum Team gehört seit 2008 als sportlicher Leiter der Ex-Profi vom Team T-Mobile, Thomas Ziegler. Am Start des Hauptrennens 2008 waren 43 Fahrer. 2009 fuhren 39 Radfahrer, 2010 waren es 38.
Im Mai 2012 wurde die Austragung für 2012 aus wirtschaftlichen Gründen abgesagt. Am 2. Juli 2015 kündigte der Veranstalter für den 26. Juli 2016 eine Neuauflage der Nacht von Hannover mit einem neuen Rundkurs auf dem Friedrichswall vor dem Rathaus an.

## Siegerliste
| Jahr          | Sieger                    | 2. Platz            | 3. Platz                 |
| ------------- | ------------------------- | ------------------- | ------------------------ |
| 1975          | Klaus-Peter Thaler        | Wilfried Trott      | Heinz Bandener           |
| 1976          | Wilfried Trott            | Klaus-Peter Thaler  | Heinz Bandener           |
| 1977          | Gregor Braun (Profi)      | Ronny Claes         | Hans-Peter Jakst (Profi) |
| 1978 Profis   | Klaus-Peter Thaler        | Dietrich Thurau     | Günther Schumacher       |
| 1978 Amateure | Wilfried Trott            | Uwe Bolten          | Joachim Schlapphoff      |
| 1979 Amateure | Wilfried Trott            | Josef Kristen       | Joachim Schlapphoff      |
| 1979 Profis   | Dietrich Thurau           | Klaus-Peter Thaler  | Udo Hempel               |
| 1980 Amateure | Friedrich von Loeffelholz | Gerrie Takens       | Wilfried Trott           |
| 1980 Profis   | Joop Zoetemelk            | Klaus-Peter Thaler  | Udo Hempel               |
| 1981          | Anna Koster               | Wilfried Trott      | Dries Klein              |
| 1982          | Mike Kluge                | Dries Klein         | Wilfried Trott           |
| 1983          | Rolf Gölz                 | Michael Marx        | Roger Ilegems            |
| 1984 Amateure | Wilfried Trott            | Michael Pape        | Ulli Rottler             |
| 1984 Profis   | Dietrich Thurau           | Claude Criquielion  | Joachim Schlapphoff      |
| 1985 Amateure | Wilfried Trott            | Luc Aalders         | Andreas Kappes           |
| 1985 Profis   | Joop Zoetemelk            | Sigmund Hermann     | Hans Hindelang           |
| 1986          | Werner Wüller             | Peter Becker        | Wim Barthol              |
| 1997          | Erik Zabel                | Marcel Wüst         | Sascha Henrix            |
| 1998          | Jan Ullrich               | Marcel Wüst         | Andreas Kappes           |
| 1999          | Mario Cipollini           | Erik Zabel          | Grischa Niermann         |
| 2000          | Jan Ullrich               | Grischa Niermann    | Mario Cipollini          |
| 2001          | Jan Ullrich               | Jens Voigt          | Mario Cipollini          |
| 2002          | Erik Zabel                | Óscar Freire        | Thorsten Wilhelms        |
| 2003          | Jan Ullrich               | Grischa Niermann    | Mario Cipollini          |
| 2004          | Andreas Klöden            | Kevin Nolasch       | Danilo Hondo             |
| 2005          | Jan Ullrich               | Grischa Niermann    | Jörg Jaksche             |
| 2006          | Erik Zabel                | Andreas Klöden      | Alexander Winokurow      |
| 2007          | Grischa Niermann          | Linus Gerdemann     | Stefan Schumacher        |
| 2008          | Erik Zabel                | Mario Cipollini     | André Greipel            |
| 2009          | Heinrich Haussler         | André Greipel       | Grischa Niermann         |
| 2010          | Cadel Evans               | Alessandro Petacchi | Fabian Wegmann           |
| 2011          | André Greipel             | Grischa Niermann    | Robert Wagner            |
| 2016          | André Greipel             | Marcel Kittel       | Nikias Arndt             |
| 2017          | Marcel Kittel             | Christian Knees     | Raymond Kreder           |
| 2018          | André Greipel             | Max Walscheid       | Rick Zabel               |
| 2019          | Geraint Thomas            | Nils Politt         | André Greipel            |